# 2844 Hess
2844 Hess eller 1981 JP är en asteroid i huvudbältet som upptäcktes den 3 maj 1981 av den amerikanske astronomen Edward L.G. Bowell vid Anderson Mesa Station. Den är uppkallad efter den amerikanske astronomen Frederick Hess.
Asteroiden har en diameter på ungefär 6 kilometer.